# ベネット・サーフ
ベネット・アルフレッド・サーフ（Bennett Alfred Cerf、1898年5月25日 - 1971年8月27日）は、アメリカ合衆国の出版者で、ランダムハウスの共同設立者である。自作のジョーク・駄洒落集や、テレビのゲーム番組『ホワッツ・マイ・ライン』のレギュラー回答者を務めたことでも知られる。

## 若年期と初期のキャリア

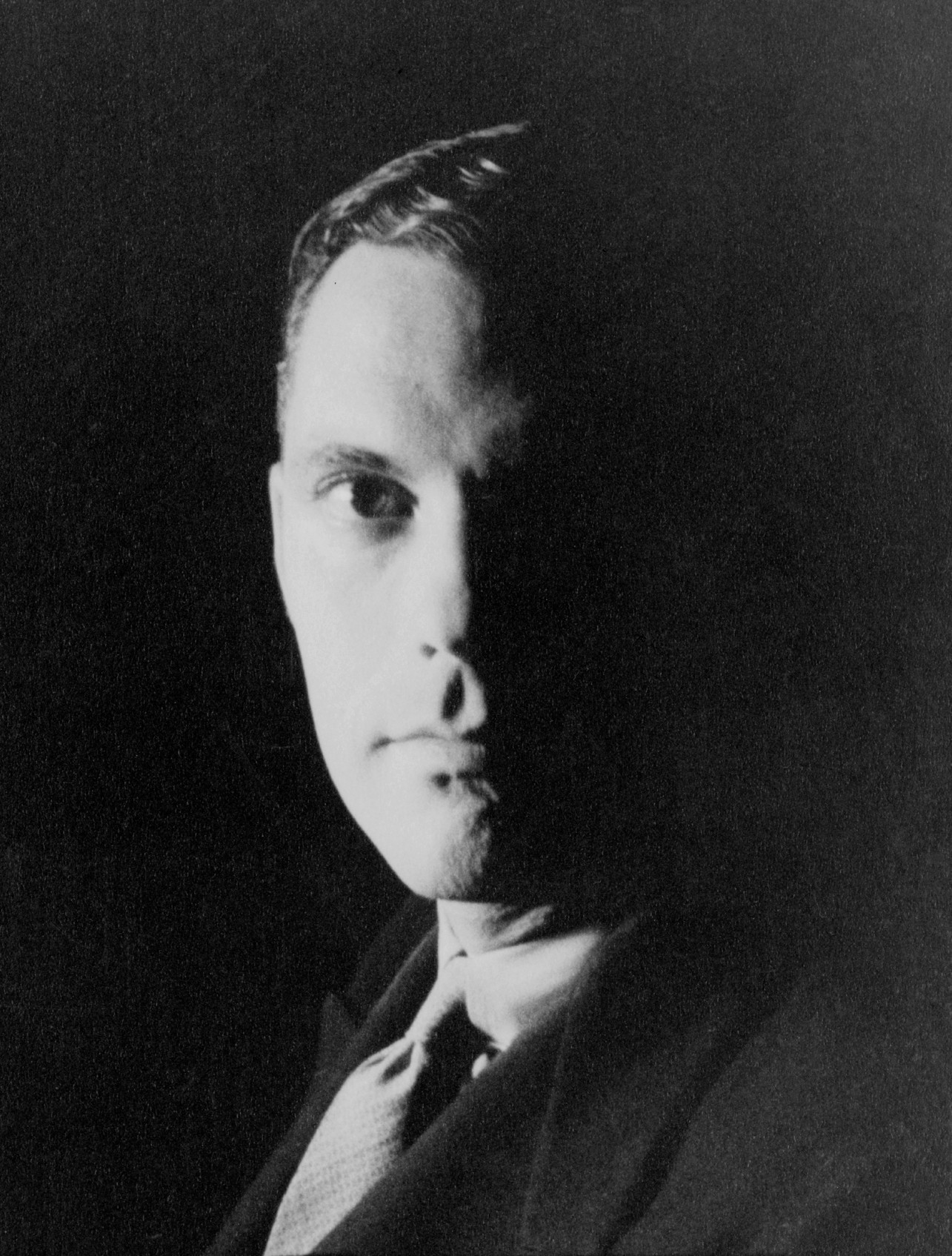
ベネット・サーフ（カール・ヴァン・ヴェクテン撮影、1932年）

ベネット・サーフは1898年5月25日、ニューヨークのマンハッタンで、アルザス系・ドイツ系のユダヤ人の家庭に生まれた。父のギュスターヴ・サーフは石版画家で、母のフレデリカ・ワイズはタバコ販売の財閥の相続人であった。母はベネットが15歳のときに亡くなり、その後すぐに弟のハーバートがサーフ家に引っ越してきて、10代のベネットに文学的、社会的に強い影響を与えた。
1916年にタウンゼント・ハリス高校を卒業した。この高校は、出版者のリチャード・L・サイモンや劇作家のハワード・ディーツの母校である。10代の頃は、マンハッタンのワシントンハイツにあるアパート「リバーサイドドライブ790番地」に住んでいたが、同じアパートには、後に著名になった2人の友人、ハワード・ディーツとハースト新聞の経済編集者、メリール・ルーカイザーも住んでいた。サーフは、1919年にコロンビア大学のコロンビア・カレッジでBachelor of Artsを、1920年に同大学のジャーナリズム・スクールでBachelor of Lettersを取得した。卒業後は、『ニューヨーク・ヘラルド・トリビューン』紙の記者や、ウォール街の証券会社に勤務した。その後、出版社ボニ・アンド・リヴライトの副社長に就任した。

## ランダムハウス
1925年、サーフはボニ・アンド・リヴライト社からモダン・ライブラリーの権利を20万ドルで購入する機会を得た。サーフは友人のドナルド・S・クロッパーと50対50のパートナーシップを組んで買収し、独立して事業を始めた。サーフらはこのシリーズの人気を高め、1927年には自分たちが「ランダムに」選んだ一般書籍の出版を開始した。これがサーフらの出版事業の始まりであり、やがてこの事業は「ランダムハウス」と名づけられた。ランダムハウスのロゴには、サーフの友人でありコロンビア大学の卒業生でもあるロックウェル・ケントが描いた小さな家が使われていた。
サーフは、人間関係を構築・維持する才能に恵まれ、ウィリアム・フォークナー、ジョン・オハラ、ユージン・オニール、ジェームズ・ミッチェナー、トルーマン・カポーティ、セオドア・スース・ガイゼルなどの作家と契約を結んだ。また、アイン・ランドの著書『肩をすくめるアトラス』を出版したが、この本で表明されているランドの哲学「オブジェクティビズム」にサーフは激しく反対していた。サーフはランドの「誠実さ」と「輝き」を賞賛し、2人は生涯の友となった。
1933年、サーフは合衆国対ユリシーズ裁判で、政府の検閲に対する画期的な判決により勝訴し、ジェームズ・ジョイスの『ユリシーズ』をアメリカで初めて無修正で出版した。この裁判は、マーガレット・アンダーソンとジェーン・ヒープによるシカゴの文芸誌『ザ・リトル・レビュー』にこの小説の一章が掲載されたことで、「猥褻な作品」と判断されてしまったことを発端とする。1933年、アメリカでの出版権を持っていたランダムハウス社は、訴追を恐れずに作品を出版するために、暗黙の禁止令に挑戦する試訴を手配した。そして、フランス版の本を輸入し、作品を積んだ船が到着したときに、アメリカ税関に押収してもらうように手配した。税関に本が到着するという通知があったにもかかわらず、現地の職員は「誰でも持ち込むものだ」と言って没収を拒否した。サーフらは、最終的に作品を押収するように説得した。その後、連邦検事は、法的手続きを先に進めるかどうかを決めるまでに7か月を要した。この作品の猥褻性を評価するために任命された連邦検事補は、この作品は「文学的な傑作」であるが、法的な意味での猥褻物であると考えた。そこで、地方検事が訴えを起こすことができる1930年関税法に基づいて、この作品を訴えたのである。サーフはその後、このフランス語の本をコロンビア大学に寄贈した。

## その他の業績
1944年、サーフはジョーク集の第1弾"Try and Stop Me"を、カール・ローズの挿絵入りで出版した。1949年には2冊目の"Shake Well before Using"を出版した。1967年からは、新聞の日曜版"This Week"に週刊コラム『サーフ・ボード』(The Cerf Board)を連載した。1959年、マコ・マガジン社から、サーフのジョーク、ギャグなどをまとめた"The Cream of the Master's Crop"が出版された。
1946年から1967年までと1970年から1971年まで、ピーボディ賞の審査委員となり、1954年から1967年までは審査委員長を務めた。
サーフはミス・アメリカで審査員を2度務めた。

## ゲーム番組への出演

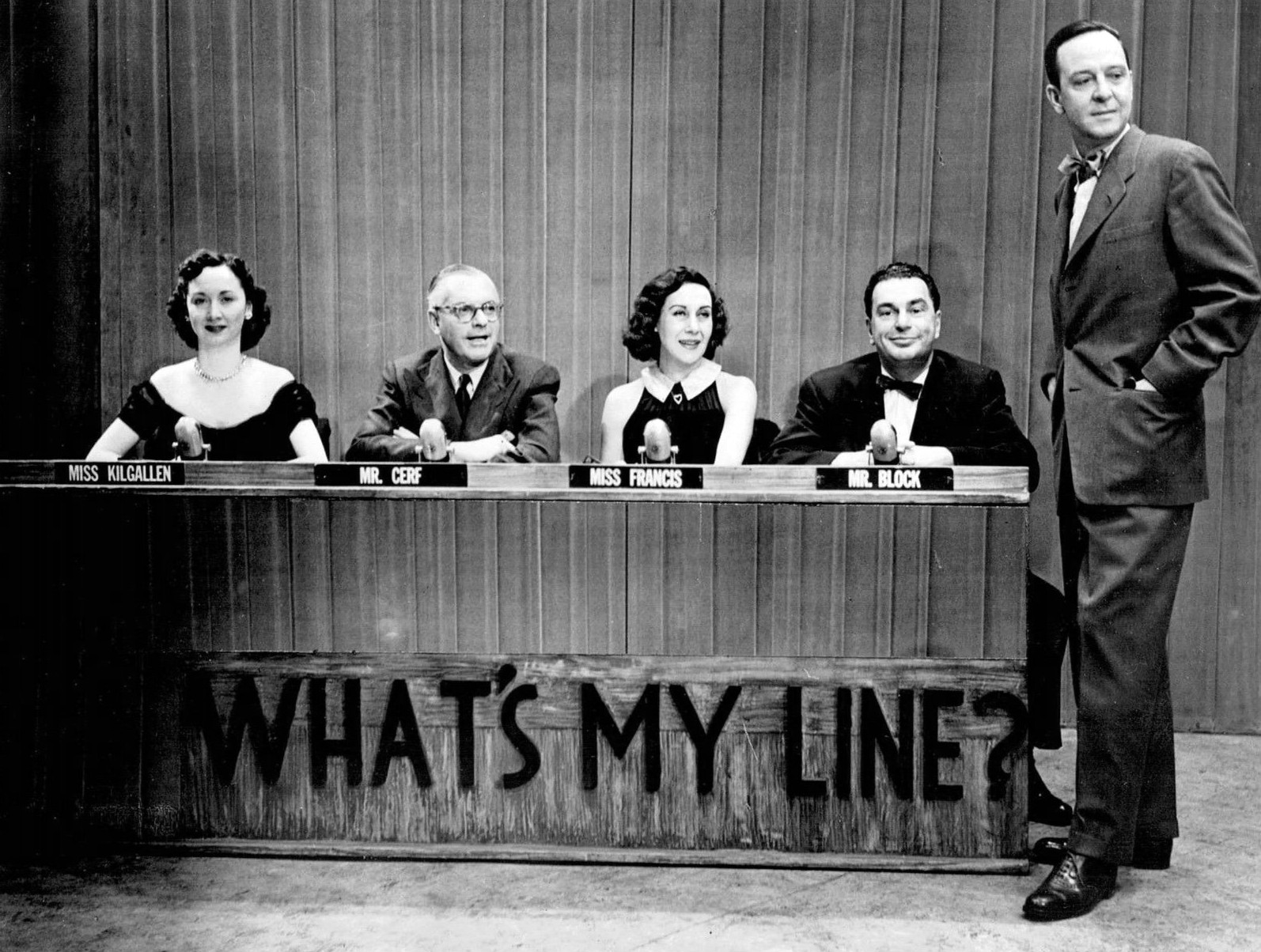
『ホワッツ・マイ・ライン』の1シーン。左からドロシー・キルガレン、ベネット・サーフ、アルレーン・フランシス、ハル・ブロック、司会のジョン・デイリー。

1951年まで、サーフはNBCのゲーム番組『フー・セイド・ザット』に回答者として時々出演していた。この番組は、最近のニュース報道から引用された言葉を、誰が言ったものかを当てるというものである。1951年から『ホワッツ・マイ・ライン』に毎週出演し、1967年にCBSでの通常放送が終了するまで、16年間出演し続けた。その後、CBSフィルム（現在のバイアコム）制作の同番組の番組販売版にも亡くなるまで出演していた。『セサミストリート』内での同番組のパロディでは、ベネット・スナーフ(Bennett Snerf)という名前になっている。
この番組に出演していた頃、サーフはピュージェットサウンド大学から名誉学位を、1965年11月にはミズーリ州リバティにあるウィリアム・ジュエル・カレッジから名誉文学博士号を授与された。

## 晩年
サーフは、1967年と1968年にコロンビア大学のオーラル・ヒストリー・リサーチ・オフィスのインタビューを受けている。サーフは、これまでの人生で受けた賞の中で、ユーモア雑誌の『イェール・レコード』と『ハーバード・ランプーン』から受けた賞を「心から誇りに思っている」と語っている。
1970年7月の『アトランティック』誌に掲載されたジェシカ・ミットフォードの暴露記事では、サーフが設立したフェイマス・ライターズ・スクールのビジネス慣行が非難されている。
サーフは1970年にランダムハウスの会長を引退し、クロッパーが後を継いだ。

## 私生活
サーフは1935年10月1日に女優のシルヴィア・シドニーと結婚したが、6か月後の1936年4月9日に離婚した。
1940年9月17日、ジンジャー・ロジャースのいとこであるハリウッド女優のフィリス・フレイザーと結婚した。2人の間には、クリストファーとジョナサンという2人の息子がいた。2人はマンハッタンに住居を構えていたが、1950年代初頭、ニューヨーク州ウェストチェスター郡マウント・キスコに不動産を購入し、亡くなるまでそこに住んでいた。マウント・キスコには、サーフに因んだサーフ通り(Cerf Lane)という通りがある。

## 死去
サーフは1971年8月27日にマウント・キスコにて死去した。73歳だった。
ランダムハウス社は1977年にサーフの自叙伝"At Random: The Reminiscences of Bennett Cerf"（アットランダム:ベネット・サーフの回想、日本語訳『ランダム・ハウス物語―出版人ベネット・サーフ自伝』）を出版した。
メリーランド州ウェストミンスターの郊外にあるキャロル郡のベネット・サーフ・ドライブは、サーフに因んで名付けられた。ここには、アメリカ国内に2つあるランダムハウスの流通施設の1つであるランダムハウス・ウェストミンスター流通センター＆オフィスがあり、ベネット・サーフ・パークもある。

## 大衆文化において
S・J・ペレルマンの1945年のフィーユトン"No Dearth of Mirth, Fill Out the Coupon"（歓喜の絶えないクーポンの記入方法）には、バーナビー・チャープ(Barnaby Chirp)というジョーク本の出版者とペレルマンとの架空の出会いが描かれている。ペレルマンが1962年に発表した舞台『ビューティー・パート』では、ランダムハウスのベネット・サーフをモデルとした出版社チャーナルハウス(Charnel House)のエメット・スタッグ(Emmett Stagg)が登場し、ブロードウェイではウィリアム・レマッセナが演じた。
ABCで放送されたシットコム『パティ・デューク・ショー』の1964年のエピソード"Auld Lang Syne"では、サーフをモデルとしたベネット・ブレイク(Bennett Blake)が登場する。
トルーマン・カポーティを題材とした2006年の映画『インファマス』では、ピーター・ボグダノヴィッチがサーフを演じた。

## 著書
- The Arabian Nights: or the Book of a Thousand and One Nights (anthology; New Illustrations and Decorations by Steele Savage; printed and bound by The Cornwall Press, Inc., for Blue Ribbon Books, Inc., 1932)
- The Bedside Book of Famous American Stories (選集, 1936)
- The Bedside Book of Famous British Stories (選集, 1940)
- Try and Stop Me (1944)
- Famous Ghost Stories (選集, 1944)
- Laughing Stock (1945)
- Anything for a Laugh: a collection of jokes and anecdotes that you, too, can tell and probably have (1946)
- Shake Well Before Using (1948)
- The Unexpected (選集, 1948)
- Laughter Incorporated (1950)
- Good for a Laugh (1952)
- An Encyclopedia of Modern American Humor (選集, Doubleday & Co., Inc., 1954) LOC 54-11449
- The Life of the Party (1956)
- The Laugh's on Me (1959)
- Laugh Day (1965)
- At Random: The Reminiscences of Bennett Cerf (New York: Random House, 1977, ISBN 0-375-75976-X).

日本語訳
- 木下秀夫 訳『アト・ランラム ランダム・ハウス物語』早川書房、1980年。ISBN 978-4152031730。
  - 木下秀夫 訳『ランダム・ハウス物語―出版人ベネット・サーフ自伝 上』ハヤカワ文庫NF、1989年。ISBN 978-4150501549。
    - 『ランダム・ハウス物語―出版人ベネット・サーフ自伝 下』。ISBN 978-4150501556。

- Dear Donald, Dear Bennett: the wartime correspondence of Donald Klopfer and Bennett Cerf (New York: Random House, 2002). ISBN 0-375-50768-X.
- Bennett Cerf's Book of Laughs (New York: Beginner Books, Inc., 1959) LOC 59-13387
- Bennett Cerf's Book of Riddles
  - 日本語訳：いぬいゆみこ 訳『なぞなぞの絵本』岩崎書店、2000年。ISBN 978-4265800896。
- Bennett Cerf's Bumper Crop (全2巻)
- Bennett Cerf's Houseful of Laughter
- Bennett Cerf's Treasury of Atrocious Puns (1968)

日本語編訳
- 常盤新平 訳『ちょっと笑える話』文春文庫、1983年。ISBN 4-16-730902-5。
- 佐藤亮一 訳『ポケット笑談事典 -笑いの泉・話題の宝庫』潮文社、1964年。